# Хемниц
Хе́мниц, Ке́мниц (нем. Chemnitz МФА: [ˈkʰɛmnɪʦ]о файле; с 1953 года по 1990 год — Карл-Маркс-Штадт (нем. Karl-Marx-Stadt)) — город в Германии, в федеральной земле Саксония. Центр дирекционного округа Хемниц. Официальный код — 14 5 11.
Численность населения города на 2024 год составляла 251 699 человек

## Происхождение названия
Хемниц был назван по небольшой речке Кемниц, притоку реки Цвиккауэр-Мульде. Само слово chemnitz происходит из языка лужицких сербов и означает «каменистый ручей». В чешском языке город известен как Saská Kamenice, что переводится как «Саксонский Каменец».

## История
В XII веке император Лотарь II основал город у брода реки Кемниц (Каменица), которая получила своё название от славянских племён из-за каменистого русла. Название реки позже перешло на город (на лужицком языке он называется Kamjenica). Вместе с Альтенбургом, Лайснигом и Цвиккау входил в состав имперского имущества (Reichsgut) Плейсснерланд, с 1255 года — в составе Маркграфства Мейсен. До 1308 года Хемниц был имперским городом. Уже в средневековье город был экономическим центром, особенно из-за полученной в XIV веке привилегии отбелки.
С 1531 года в Хемнице жил известный немецкий учёный, один из основоположников минералогии Георгий Агрикола. В 1546 г. курфюрст Мориц сделал Агриколу бургомистром Хемница, впоследствии он повторно был выбран на эту однолетнюю должность в 1547, 1551 и 1553 г. Это было весьма необычным, так как Агрикола был католиком, в то время как в населении Саксонии преобладали протестанты. Скончался Агрикола 21 ноября 1555 г. в Хемнице. Горожане отказались от похорон католика, поэтому его перевезли в Цайц, расположенный на расстоянии 50 километров от Хемница.
В конце XVIII века Хемниц стал одним из крупнейших центров промышленности Германии. Численность населения сильно возросла, а город получил прозвища «саксонский Манчестер» и «сажный Кемниц».
Наибольшая численность населения в Хемнице была достигнута в 1930 году и составляла 360 000 жителей.
В конце Второй мировой войны город подвергся бомбардировкам британско-американской авиации. Бомбёжки 5 марта 1945 года сильно разрушили город.
10 мая 1953 года решением правительства ГДР город был переименован в Карл-Маркс-Штадт (нем. Karl-Marx-Stadt) в честь Карла Маркса. 23 апреля 1990 года 76 % жителей проголосовали за то, чтобы вернуть городу старое название. С 1 июня 1990 года город вновь носит название Хемниц.
После объединения Германии и последовавшего за этим закрытия крупных предприятий Хемниц покинуло значительное количество трудоспособного населения, в результате чего численность жителей сократилась к 2000 году по сравнению с 1990 годом более чем на 20 %. В настоящее время снижение численности жителей продолжается, но темпы его уменьшились.
В середине 1990-х годов началась перестройка центра города. Вокруг здания ратуши возникло множество магазинов.
С 2007 года официальным лозунгом города является «Кемниц — город современности» (Stadt der Moderne).

## Культура и достопримечательности
В городе имеются драматический и оперный театры, кукольный театр, несколько театров малых форм, концертный зал. Есть много музеев, в том числе:
- промышленный музей;
- музей саксонских железных дорог;
- музей естествознания;
- шахта-музей «Фельзендоме»;
- музей игр;
- музей в замке Шлоссберг (краеведческий);
- музей короля Альбрехта (художественный);
- музей Гунценхаузера (собрание работ экспрессионистов);
- новая саксонская галерея современного искусства.

В Хемнице есть небольшой зоопарк.
Одной из важнейших достопримечательностей Хемница является памятник Карлу Марксу работы советского скульптора Льва Ефимовича Кербеля. Бронзовый бюст высотой более 6 м был установлен в 1971 году. Считается, что это вторая по величине скульптурная голова в мире, после Ленина в Улан-Удэ, не считая гигантских голов американских президентов, созданных из горы Рашмор.
Ещё одним символом города является «Красная башня», первые этажи которой были сложены в конце XII — начале XIII века. В XII веке башня была жилой, а позднее стала частью городских укреплений. В дальнейшем в башне располагались суд и городская тюрьма.
С точки зрения архитектуры представляет интерес городской район Касберг, построенный в стиле эпохи грюндерства.
С 1996 года в городе проводится международный кинофестиваль детских и юношеских фильмов «Schlingel».

## Промышленность
В городе работал машиностроительный завод Гартмана (нем. Sächsische Maschinenfabrik), который выпускал разные серии паровозов, в частности, XII H2, и автозавод VEB Barkas-Werke, выпускавший микроавтобусы и развозные фургоны модели Barkas B1000, а также и лёгкие грузовики на их основе.
В настоящее время в городе имеется ряд промышленных предприятий, занимающихся металлообработкой, производством систем автоматизации и т. д. Крупнейшим из них является завод автомобильных двигателей компании Volkswagen, на котором в 2013 году работало более 1500 чел.

## Образование и наука
- Хемницкий технический университет
- Институт металлообрабатывающих станков и обработки давлением[нем.] общества Фраунгофера (IWU)

## Почётные граждане
- Отто фон Бисмарк
- Карл Шмидт-Ротлуф
- Валерий Фёдорович Быковский
- Николай Петрович Каманин
- Зигмунд Йен
- Ютта Мюллер
- Катарина Витт
- Стефан Гейм
- Зигмунд Ротштайн[нем.]
- Даниэль Розенфельд

## Города-побратимы
В советское время города Иркутск и Карл-Маркс-Штадт были городами-побратимами. В Иркутске существует проспект, который до 1999 назывался Карл-Маркс-Штадт (сейчас — проспект маршала Жукова), В Хемнице есть Иркутская улица (Irkutsker Strasse) и Волгоградская аллея (Wolgograder Allee).
В настоящее время городами-побратимами Хемница являются:
- Акрон, Огайо, США (1997)
- Аррас, Франция (1967)
- Волгоград, Россия (1988)
- Дюссельдорф, Германия (1988)
- Лодзь, Польша (1974)
- Любляна, Словения (1966)
- Манчестер, Великобритания (1983)
- Мюлуз, Франция (1981)
- Тайюань, Китай (1999)
- Тампере, Финляндия (1961)
- Томбукту, Мали (1968)
- Усти-над-Лабем, Чехия (1970)
- Бишкек, Кыргызстан (1997)